# Ovaleramenrijtuigen

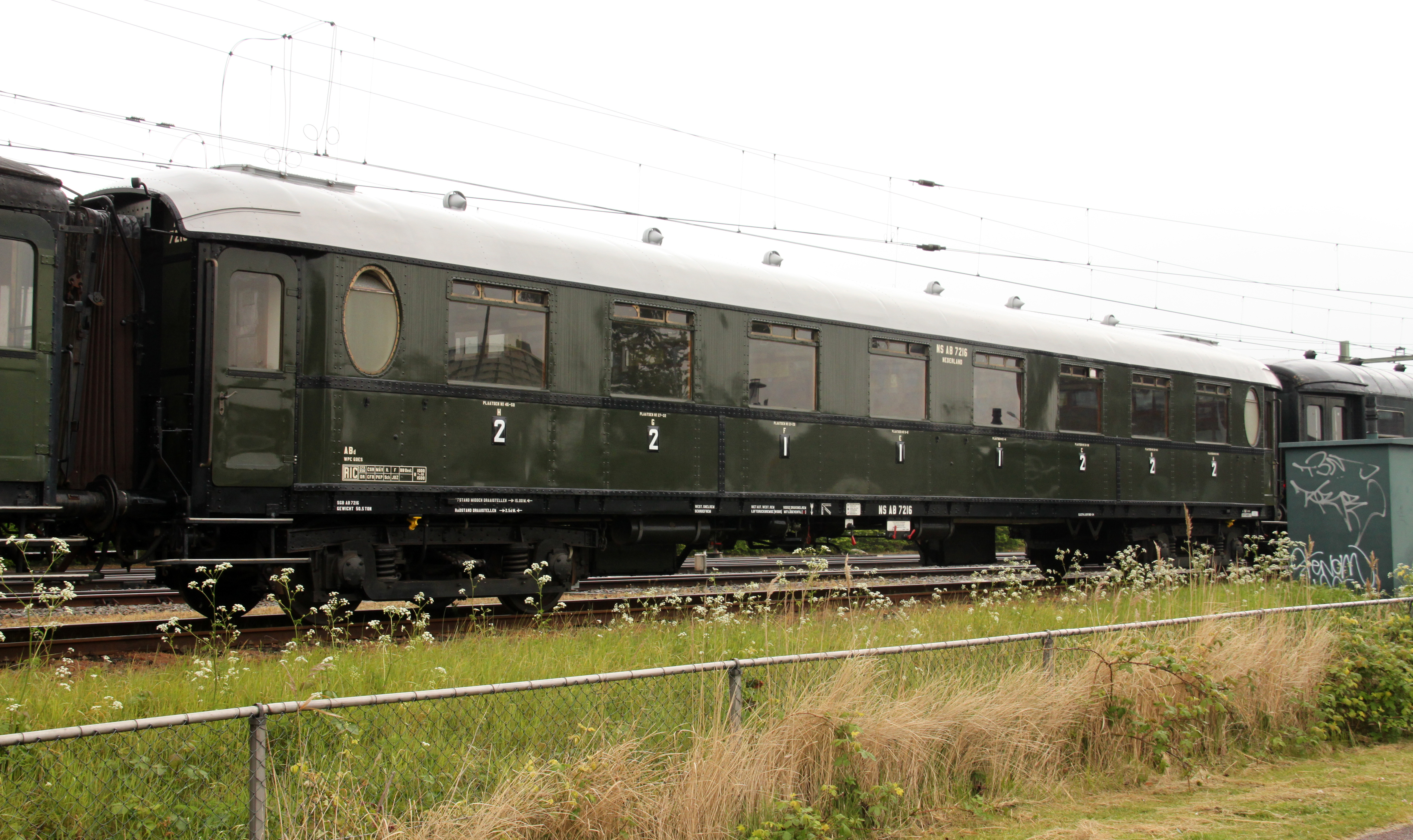
Het enige bewaard gebleven ovaleramenrijtuig, gerestaureerd door de SGB in Goes.

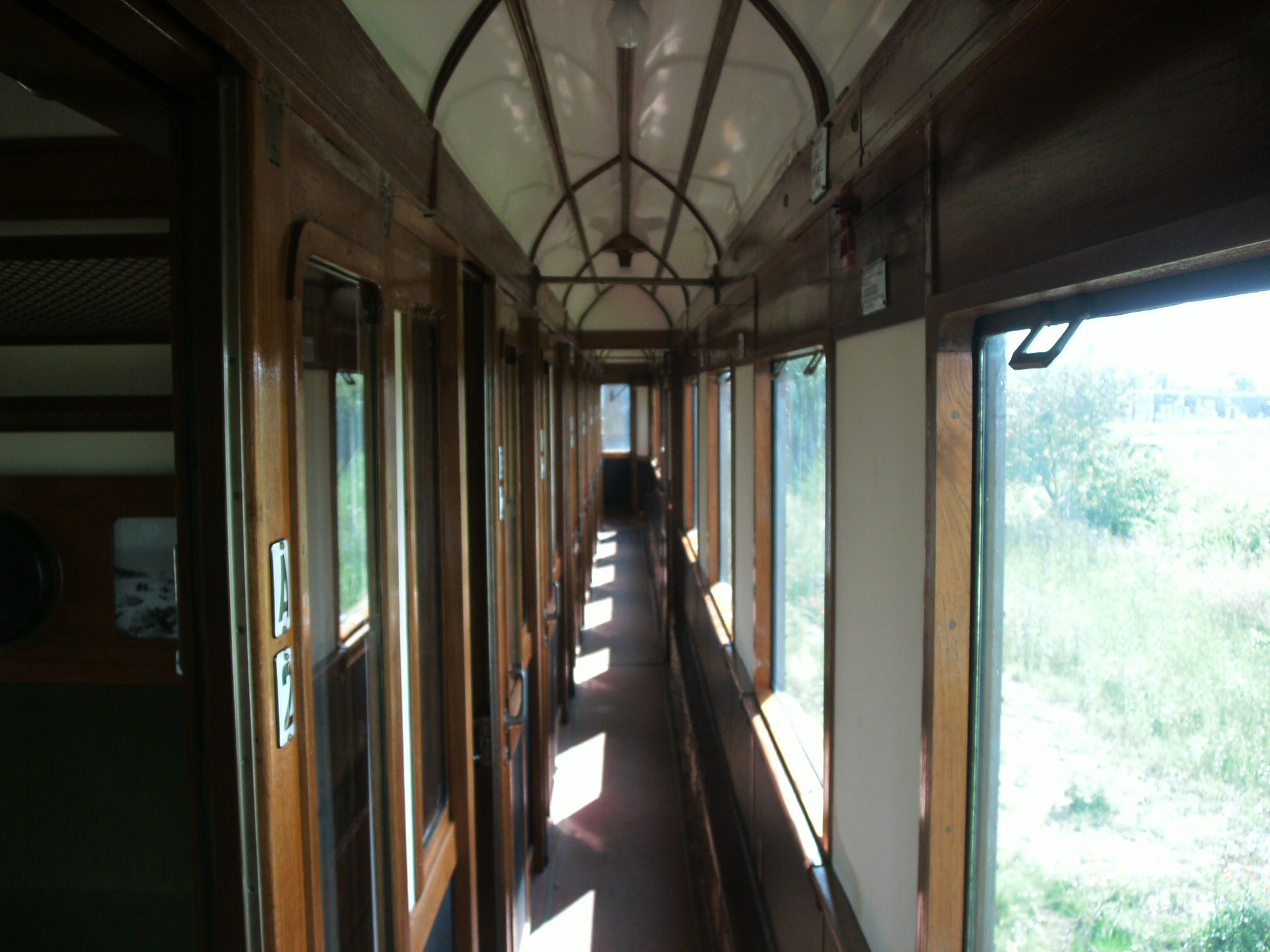
Gangpad van het ovaleramenrijtuig.

De ovaleramenrijtuigen waren een drietal series rijtuigen, gebouwd tussen 1928 en 1931 voor de Nederlandse Spoorwegen.
De eerste levering bestond uit negen rijtuigen met eerste en tweede klas (AB 7201-7209) en zes rijtuigen met derde klas (C 7201-7206) in 1928. In 1930 volgde een vervolgbestelling van nog eens twaalf rijtuigen met eerste en tweede klas (AB 7210-7221), die in 1930 en 1931 werd geleverd. Deze rijtuigen weken op een aantal kleine punten af van de eerdere rijtuigen.
De rijtuigen werden gebruikt in internationale D-treinen naar Frankrijk, Duitsland, Zwitserland, Oostenrijk, Hongarije, Tsjecho-Slowakije, Roemenië, Joegoslavië, Polen en Italië. Tijdens de Tweede Wereldoorlog gingen negen rijtuigen verloren.
Met de inventarisatie van het materieelpark na de oorlog werden deze rijtuigen in drie series verdeeld: AB 7201-7206, AB 7211-7217 en C 7101-7105. Vanaf 1947 werden de rijtuigen aangepast voor de internationale dienst naar Denemarken en Zweden, waarvoor de rijtuigen werden voorzien van ogen om ze op de veerboten te kunnen verankeren. In 1954 werden de houten banken uit de derdeklasrijtuigen vervangen door beklede zittingen. Na de afschaffing van de oude luxe eerste klas in 1956 en het wijzigen van de oude tweede en derde klas in respectievelijk eerste en tweede klas werden de rijtuigen met eerste en tweede klas gewijzigd in volledig eerste klas (A 7201-7206 en A 7211-7217) en de rijtuigen derde klas werden gewijzigd in tweede klas (B 7101-7105).
Met de indienststelling van de nieuwe Plan K-rijtuigen in 1957 werden de tweedeklasrijtuigen gedegradeerd tot gebruik in de binnenlandse dienst (en vernummerd in B 6101-6105). De eersteklasrijtuigen hielden het nog tot 1961 in de internationale dienst vol, totdat ook deze rijtuigen werden gedegradeerd tot de binnenlandse dienst (en vernummerd in B 6181, B 6183-6186 en B 6191-6197). In de jaren 1968-1970 werden de ovaleramenrijtuigen buiten dienst gesteld en op drie rijtuigen na (B 6193, B 6196 en B 6197) gesloopt. Twee van deze rijtuigen werden later alsnog gesloopt, zodat er één rijtuig overbleef (B 6196), dat in 1979 werd verworven door de SGB in Goes. Na een uitgebreide revisie werd dit rijtuig in 2008 onder het oorspronkelijke nummer AB 7216 in gebruik genomen.